# 라이베리아의 주
라이베리아는 15개 주로 구성되어 있다.
| 번호 | 주                   | 주도         | 인구 (2008년 인구 조사 기준) |
| ---- | -------------------- | ------------ | ---------------------------- |
| 1    | 보미주               | 터브만버그   | 82,036명                     |
| 2    | 봉주                 | 바릉가       | 328,919명                    |
| 3    | 바르폴루주*          | 보풀루       | 83,758명                     |
| 4    | 그랜드바사주         | 뷰캐넌       | 224,839명                    |
| 5    | 그랜드케이프마운트주 | 로버트스포트 | 129,055명                    |
| 6    | 그랜드게데주         | 즈웨드루     | 126,146명                    |
| 7    | 그랜드크루주         | 바클레일빌   | 57,106명                     |
| 8    | 로파주               | 보인자마     | 270,114명                    |
| 9    | 마르지비주           | 카카타       | 199,689명                    |
| 10   | 메릴랜드주           | 하퍼         | 136,404명                    |
| 11   | 몽세라도주           | 벤슨빌       | 1,144,806명                  |
| 12   | 님바주               | 사니켈리     | 468,088명                    |
| 13   | 리버세스주           | 리버세스     | 65,862명                     |
| 14   | 리버지주**           | 피시타운     | 67,318명                     |
| 15   | 시노에주             | 그린빌       | 64,147명                     |

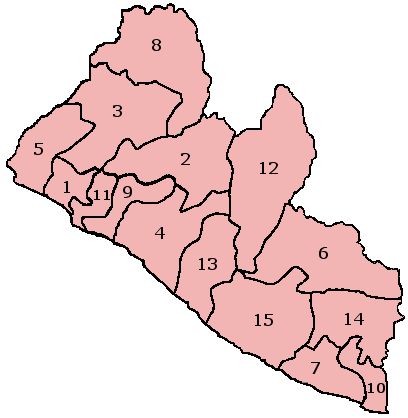
라이베리아의 행정 구역

* 바르폴루주는 2001년 로파주에서 분리되어 신설됨.
** 리버지주는 2000년 그랜드게데주에서 분리되어 신설됨.

## 같이 보기
- ISO 3166-2:LR